# Dramma per musica

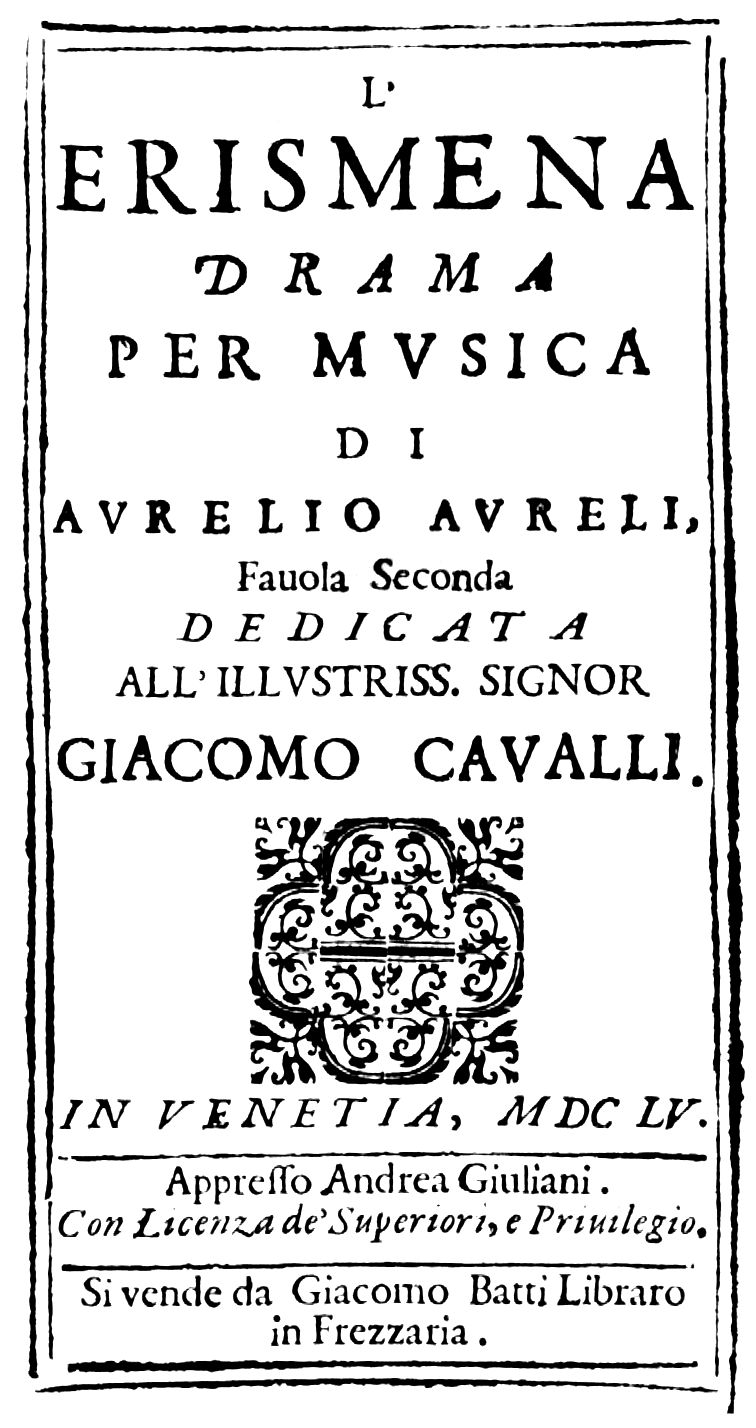
Strona tytułowa libretta opery L'Erismena

Dramma per musica, dramma in musica, dramma musicale (wł.) – w XVI wieku termin określający operę włoską zapisywany na stronach tytułowych librett celem określenia autorstwa tekstu napisanego na zlecenie kompozytora lub – jeśli pomysłodawcą był autor libretta – celem określenia muzycznego przeznaczenia. W XVIII wieku termin stosowany m.in. przez J.S. Bacha na określenie kantat świeckich oraz – powszechnie – na określenie oper poważnych, przez co współcześnie stał się wymiennie stosowany z terminem opera seria.
Cechami charakterystycznymi dramma per musica były majestatyczny wstęp chóralny, naprzemienne recytatywy i zamknięte, śpiewne formy cantabile lub cabaletta, oraz finał z uczestnictwem chóru i solistów.
Znaczenie terminu dramma per musica było czasami błędnie interpretowane jako „dramat poprzez muzykę” w odniesieniu do technik muzyczno-dramatycznych stosowanych przez kompozytorów.
Wybrane dramma per musica:
- Święty Aleksy Stefano Landiego z librettem Giulio Rospigliosiego (1634)[2],
- Koronacja Poppei Claudio Monteverdiego z librettem Giovanni Francesco Busenellego(inne języki) (1642)[1],
- L'Erismena(inne języki) Francesco Cavallego z librettem Aurelio Aurelego(inne języki) (1655)[3],
- Lucio Silla Wolfganga Amadeusa Mozarta z librettem Giovanniego de Gamerra(inne języki) (1772)[7],
- Otello Gioacchina Rossiniego z librettem Francesco Berio di Salsa(inne języki) (1816)[8].